# Братя Гракхи
Тиберий Гракх и Гай Гракх са римляни, потомци на известния Сципион Африкански и членове на древен патрициански род. Въпреки това те се обявяват в защита на плебеи и настояват за поземлена реформа.
И двамата последователно заемат длъжността народен трибун и загиват от насилствена смърт. Остават в историята като символ на борбата за социално равенство и справедливост.